# Armstrong Siddeley 16-Six
Der Armstrong Siddeley 16-Six ist ein Pkw, den der britische Hersteller Armstrong Siddeley von 1938 bis 1941 als Nachfolger des 17 hp fertigte.
Die Mittelklasse-Limousinen hatten vier hinten angeschlagene Türen. Alle vier Räder hingen an Starrachsen, die an halbelliptischen Längsblattfedern aufgehängt waren.
Ein obengesteuerter Sechszylinder-Reihenmotor mit 1990 cm³ Hubraum (Bohrung × Hub = 65 mm × 100 mm) war eingebaut, der eine Leistung von 62 bhp (45,6 kW) bei 4200/min abgab. Über ein manuelles Vierganggetriebe und eine Kardanwelle wurden die Hinterräder angetrieben.
Bis 1941 entstanden 950 Exemplare des 16-Six.  Nachfolger war ab 1945 die deutlich gewachsenen Modelle Lancaster, Whitley, Typhoon und Hurricane.